# ألترا (ترجمة)
ألترا (ULT) هو نظام ترجمة آلية باليابانية والصينية والإسبانية والإنجليزية والألمانية أنشئ عام 1991. يستخدم الذكاء الاصطناعي وأساليب البرمجة اللغوية والمنطقية. ويقوم على نظام النافذة إكس. تضم قواعد معطيات ألترا مفردات مشتقة من نحو 10,000 معنى بلغاته الخمس. وهو متصل بعدد من قواعد المعطيات اللغوية.   